# دی‌ایت
شو مینگهائو (انگلیسی: Xu Minghao; چینی: 徐明浩؛ کره‌ای: 서명호؛ زادهٔ ۷ نوامبر ۱۹۹۷)، که بیشتر با نام دی‌اِیت (انگلیسی: The8؛ کره‌ای: 디에잇) شناخته می‌شود، خواننده، ترانه‌سرا و رقصندهٔ اهل چین و ساکن در کره جنوبی است. او یکی از اعضای گروه پسرانهٔ کره‌ای سونتین و در «زیر مجموعهٔ اجرا» است. در سال ۲۰۱۹ او به‌طور رسمی فعالیت سولوی خود را آغاز کرد. در سال ۲۰۱۹ او به عنوان یکی از دو مربی رقص (در کنار جولین تای) در برنامهٔ بقای چینی به نام جوانی با تو حضور پیدا کرد. قد او یک متر و هشتاد سانتی‌متر است.

## اوایل زندگی و تحصیلات
دی‌ایت زادهٔ ۷ نوامبر ۱۹۹۷ در آنشان، لیائونینگ، چین است. او به آکادمی موسیقی معاصر پکن رفته است.

## ترانه‌شناسی

### تک‌آهنگ‌ها
| عنوان                            | جزئیات |
| -------------------------------- | --- |
| «شب و باران»                     | - انتشار: ۹ مارس ۲۰۱۸ - ناشر: پلدیس انترتینمنت - فرمت: دانلود دیجیتال، استریم                                |
| «رؤیاها به واقعیت می‌پیوندند»     | - انتشار: ۹ ژوئن ۲۰۱۹ - ناشر: پلدیس انترتینمنت - فرمت: دانلود دیجیتال، استریم                                |
| «در حال سقوط»                    | - انتشار: ۸ مه ۲۰۲۰ - ناشر: پلدیس انترتینمنت - فرمت: دانلود دیجیتال، استریم                                  |
| «ساید بای ساید»                  | - انتشار: ۱۳ آوریل ۲۰۲۱ - ناشر: پلدیس انترتینمنت - فرمت: دانلود دیجیتال، استریم                              |
| «های چنگ» (海城)                 | - انتشار: ۱۸ مارس ۲۰۲۲ - ناشر: پلدیس انترتینمنت - فرمت: دانلود دیجیتال، استریم                               |
| «یک گاز از تابستان» (嘗一口夏天) | - انتشار: ۲۷ سپتامبر ۲۰۲۲ - ناشر: بیجینگ زی‌تیائو نتورک تکنولوژی سی‌او. ال‌تی‌دی. - فرمت: دانلود دیجیتال، استریم |

### موسیقی متن
| عنوان                          | سال  | آلبوم                               |
| ------------------------------ | ---- | ----------------------------------- |
| «برادران برای یکبار» همراه جون | ۲۰۱۹ | اواس‌تی هفت روز                      |
| «ماز»                          | ۲۰۲۰ | ورژن چینی اواس‌تی پادشاه: سلطنت ابدی |
| «پنهان» (藏)                   | ۲۰۲۱ | اواس‌تی قاتل کیست                    |

### ترانه‌های دیگر
| عنوان                                               | سال  | آلبوم                  | توضیحات      |
| --------------------------------------------------- | ---- | ---------------------- | ------------ |
| «تماس از دست رفتهٔ مامان» (妈妈的未接来电) همراه جون | ۲۰۲۱ | تماس از دست رفتهٔ مامان | تک‌آهنگ خیریه |